# Ishikawa (prefektura)
Ishikawa (japanski: kanji 石川県, romaji: Ishikawa-ken) je prefektura u današnjem Japanu. 
Nalazi se na zapadnoj obali središnjeg dijela otoka Honshua u pokrajini Chūbu i Hokuriku. . Glavni je grad Kanazawa.
Organizirana je u 5 okruga i 19 općina. ISO kod za ovu pokrajinu je JP-17.
1. veljače 2011. u ovoj je prefekturi živjelo 1,168.929 stanovnika.
Simboli ove prefekture su crni ljiljan (Fritillaria camtschatcensis), drvo Thujopsis (Thujopsis dolabrata) i ptica zlatni orao. 

## Povijest
Nastala je spajanjem pokrajina Kage i Nota.